# Ditadura Nacional
Ditadura Nacional (portugisiskt uttal: [ditɐˈðuɾɐ nɐsiuˈnaɫ], Nationella diktaturen) kallades den portugisiska regimen skapad vid valet av president Óscar Carmona genom turbulensen efter 28 maj-kuppen i Portugal 1926. Regimen varade fram till 1933, då regimen blev Estado Novo (Nya staten). Man brukar räkna Estado Novo, samt Ditadura Nacional, som Andra portugisiska republiken. 